# 춘천 보타사 소장 목조관음보살좌상과 복장유물
춘천 보타사 소장 목조관음보살좌상과 복장유물(春川 普陀寺 所藏 木造觀音菩薩坐像과 腹藏遺物)은 대한민국 강원특별자치도 춘천시, 보타사에 있는 조선시대의 목조 불상과 복장유물이다. 2015년 3월 6일 강원특별자치도의 문화재자료 제164호로 지정되었다.

## 개요
불신(佛身)과 좌대를 통나무 하나로 깎아 만든 일체형이다. 동(銅)으로 조성된 보관과 나무로 조성된 두 손은 따로 만들어 씌우고 끼워 넣었다. 정수리에는 보계(寶髻)가 높게 솟아 있으며, 양 갈래로 나뉜 보발은 어깨로 흘러내리고 각각 세 가닥으로 갈라져 불신으로 이어지고 있다. 한 가닥은 어깨를 타고 내리고 나머지 두 가닥은 앞가슴과 등 뒤로 흘러내린다. 두 눈은 반개하고 있고, 콧날은 오뚝하고 입은 작은 편이다. 미간에 백호는 보이지 않는다. 두 귀는 길어서 귓불이 어깨에 닿을 만큼 늘어져 있다. 법의는 양 어깨를 덮고 있으나 앞가슴 부분은 열려 있어 하의(下衣) 윗부분과 이를 묶고 있는 허리띠가 드러나 보인다. 왼쪽 배 부분에서 법의 한 자락이 흘러나와 안쪽이 드러나고 있다. 법의는 두 무릎을 덮고 그 끝자락은 앞쪽이 좌대에 닿을 만큼 흘러내리고 있다. 수인(手印)은 법계정인(法界定印) 가운데 하품상생인(下品上生印)을 하고 있다. 앉은 자세는 왼다리를 먼저 구부리고 그 위에 오른다리를 얹은 자세로 반가부좌를 취하고 있다. 좌대는 불신에 비해 낮은 편이다. 평면은 반월형에 가깝고, 수직면은 모래시계처럼 상하가 조금 넓고 중간 부분이 좁아 중대는 없이 상대와 하대가 맞붙은 모습이다. 10여 년 전 개금(改金)과 개채(改彩)하였다. 대좌 하부 바닥에는 복장을 매납하였던 복장공이 있다. 복장에서 푸른색 종이에 주서(朱書)로 쓰인 조성발원문과 후령통, 다라니 등이 발견되었다. 발원문을 통해 조성ㆍ봉안 장소, 시기, 제작자들을 명확히 알 수 있다. 제작 장소는 강원도 평해군 선암사의 포월암이며, 제작 시기는 건륭31년 1766년(영조 42)이다. 제작자는 집사달화(執事達華), 성총(聖聰), 유일(有一), 정안(定安) 등 여러 명이다.

## 지정 사유
작은 크기의 불상임에도 불구하고 조성발원문을 통해 조성 연대와 작자가 명확히 확인된 불상으로 조선후기 불교조각 연구에 중요한 자료적 가치가 있다는 점에서 지정 보존가치가 있다.

## 참고 자료
- 춘천 보타사 소장 목조관음보살좌상과 복장유물 - 국가유산청 국가유산포털